# The Evens
The Evens es un grupo de indie rock formado en el otoño de 2001 en Washington D. C., The Evens está compuesto por Ian MacKaye (Fugazi) y Amy Farina (The Warmers). Luego de que Fugazi entró en receso, The Evens comenzaron a practicar intensamente, tocaron en algunos shows y grabaron su primer álbum homónimo en marzo de 2005 por el sello de Ian, Dischord Records. The Evens son conocidos por su inusual elección de los lugares donde se presentan y por el cambio estilístico de lo que muchos han apodado el sonido “D.C.” o “Dischord”. El Washington Post ha descrito el sonido de The Evens como “lo que pasa cuando el post-hardcore se convierte en post-post-hardcore”
El 2003 The Evens llamaron la atención luego de que crearan un video de su canción para niños “Vowel Movement”, la cual fue hecha para Pancake Mountain, un programa para niños basado en Internet. El clip incendió los rumores del quiebre de Fugazi. Luego de la reacción inicial a “Vowel Movement” la mayoría ha tomado este primer proyecto de The Evens de forma positiva y de hecho la canción se ha convertido en algo como un favorito de los fanes los cuales han pedido la canción durante los shows.
En junio y julio de 2006, MacKaye y Farina grabaron la nueva música que habían escrito durante el año. Con este material en noviembre de 2006 editan su segundo LP llamado “Get Evens”.
The Evens son significativos para los fanes de Ian MacKaye, debido a que éste es su primer proyecto aparte de Fugazi y Embrace desde 1988. También con The Evens lanzó su primer y posiblemente único vídeo musical.

## Discografía

### Discos de Estudio
- The Evens (2005)
- Get Evens (2006)
- The Odds (2012)

### Sencillos
- 2 Songs (2011)